# Chorizagrotis terrealis
Chorizagrotis terrealis là một loài bướm đêm trong họ Noctuidae.